# Chiquinho Carioca
Francisco José Marques do Couto, mais conhecido como Chiquinho Carioca (Niterói, 11 de dezembro de 1959), é um ex-treinador e ex-futebolista brasileiro, que atuava como atacante.

## Carreira

### Como jogador
Revelado nas divisões de base do Olaria, Chiquinho teve certo destaque em suas passagens por Flamengo e Guarani, além de ter atuado por diversos clubes portugueses. Entretanto, no início de sua carreira, ainda no Olaria, conquistou o título considerado o mais importante da história do Azulão da Rua Bariri: a Taça de Bronze de 1981, hoje equivalente à Série C do Campeonato Brasileiro.

### Como treinador
Seu último trabalho foi como treinador da equipe do São Gonçalo FC, clube no qual esteve entre o fim de 2014 e o início de 2015.

## Estatísticas

### Como jogador

#### Clubes
| Clube             | Temporada         | Campeonato nacional | Campeonato nacional | Campeonato nacional | Copa nacional[a] | Copa nacional[a] | Copa nacional[a] | Competições continentais[b] | Competições continentais[b] | Competições continentais[b] | Outros torneios[c] | Outros torneios[c] | Outros torneios[c] | Total | Total | Total   |
| Clube             | Temporada         | Jogos               | Gols                | Assist.             | Jogos            | Gols             | Assist.          | Jogos                       | Gols                        | Assist.                     | Jogos              | Gols               | Assist.            | Jogos | Gols  | Assist. |
| ----------------- | ----------------- | ------------------- | ------------------- | ------------------- | ---------------- | ---------------- | ---------------- | --------------------------- | --------------------------- | --------------------------- | ------------------ | ------------------ | ------------------ | ----- | ----- | ------- |
| Flamengo          | 1981              | —                   | —                   | —                   | —                | —                | —                | 8                           | 2                           | 2                           | 27                 | 3                  | 0                  | 35    | 5     | 2       |
| Flamengo          | 1982              | 7                   | 0                   | 0                   | —                | —                | —                | —                           | —                           | —                           | 4                  | 0                  | 0                  | 11    | 0     | 0       |
| Flamengo          | Total             | 7                   | 0                   | 0                   | 0                | 0                | 0                | 8                           | 2                           | 2                           | 31                 | 3                  | 0                  | 46    | 5     | 2       |
| Total na carreira | Total na carreira | 7                   | 0                   | 0                   | 0                | 0                | 0                | 8                           | 2                           | 2                           | 31                 | 3                  | 0                  | 46    | 5     | 1       |

- a. ^ Jogos da Copa do Brasil
- b. ^ Jogos da Copa Libertadores da América
- c. ^ Jogos do Torneio Triangular João Havelange, Copa Punta Del Este, Campeonato Carioca, Torneio Internacional de Nápoles, Torneio Triangular do Pará e Amistoso

|          | Data                  | Local                                    | Resultado | Adversário        | Gols | Assist. | Competição                           |
| -------- | --------------------- | ---------------------------------------- | --------- | ----------------- | ---- | ------- | ------------------------------------ |
| Flamengo |                       |                                          |           |                   |      |         |                                      |
|          | 14 de julho de 1981   | Maracanã, Rio de Janeiro, Brasil         | 5–2       | Cerro Porteño     | 0    | 0       | Copa Libertadores da América de 1981 |
|          | 7 de agosto de 1981   | Maracanã, Rio de Janeiro, Brasil         | 2–2       | Atlético Mineiro  | 0    | 0       | Copa Libertadores da América de 1981 |
|          | 11 de agosto de 1981  | Defensores del Chaco, Assunção, Paraguai | 4–2       | Cerro Porteño     | 0    | 0       | Copa Libertadores da América de 1981 |
|          | 14 de agosto de 1981  | Defensores del Chaco, Assunção, Paraguai | 0–0       | Olimpia           | 0    | 0       | Copa Libertadores da América de 1981 |
|          | 21 de agosto de 1981  | Serra Dourada, Goiânia, Brasil           | 0–0       | Atlético Mineiro  | 0    | 0       | Copa Libertadores da América de 1981 |
|          | 13 de outubro de 1981 | Félix Capriles, Cochabamba, Bolívia      | 2–1       | Jorge Wilstermann | 0    | 0       | Copa Libertadores da América de 1981 |
|          | 23 de outubro de 1981 | Maracanã, Rio de Janeiro, Brasil         | 3–0       | Deportivo Cali    | 1    | 0       | Copa Libertadores da América de 1981 |
|          | 28 de outubro de 1981 | Maracanã, Rio de Janeiro, Brasil         | 4–1       | Jorge Wilstermann | 1    | 2       | Copa Libertadores da América de 1981 |

## Títulos

### Como jogador
Olaria
- Taça de Bronze (atual Campeonato Brasileiro - Série C): 1981

Flamengo
- Campeonato Carioca: 1981
- Taça Guanabara: 1981
- Campeonato Brasileiro: 1982
- Copa Libertadores da América: 1981
- Copa Intercontinental: 1981

## Campanhas de destaque
Guarani
- Campeonato Brasileiro: 1986 (vice-campeão)